# Champions Challenge
Die Champions Challenge ist ein internationales Hockeyturnier, das seit 2001 alle zwei Jahre ausgerichtet wird. Es gibt sowohl ein Turnier für Damen als auch für Herren. Sinn der Champions Challenge ist mehr Wettkämpfe im Hockey auf Weltniveau zu ermöglichen.
Teilnahmeberechtigt zu diesem Turnier sind die Nationen, die sich auf den Plätzen sieben bis zwölf der Weltrangliste der Fédération Internationale de Hockey (FIH) befinden. Maßgeblich hierfür ist die Position in der Weltrangliste nach dem letzten großen Hockeyturnier (Olympische Spiele oder Hockey-Weltmeisterschaften) vor der Champions Challenge. Darüber hinaus ist die gastgebende Nation und der Sechstplatzierte (Letzter) der vergangenen Champions Trophy qualifiziert.
Die Champions Challenge kann als Champions Trophy für B-Nationen bezeichnet werden. Der Sieger der Champions Challenge darf an der Champions Trophy im folgenden Jahr teilnehmen.

## Bisherige Turniere

### Herren
| Nr. | Jahr | Austragungsort | Dauer                      | Sieger      | Finalgegner |
| --- | ---- | -------------- | -------------------------- | ----------- | ----------- |
| 1.  | 2001 | Kuala Lumpur   | 7. Dezember – 15. Dezember | Indien      | Südafrika   |
| 2.  | 2003 | Johannesburg   | 19. Juli – 27. Juli        | Spanien     | Südkorea    |
| 3.  | 2005 | Alexandria     | 1. April – 9. April        | Argentinien | Südkorea    |
| 4.  | 2007 | Boom           | 23. Juni – 1. Juli         | Argentinien | Neuseeland  |
| 5.  | 2009 | Salta          | 6. Dezember – 12. Dezember | Neuseeland  | Pakistan    |
| 6.  | 2011 | Johannesburg   | 26. November – 4. Dezember | Belgien     | Indien      |
| 7.  | 2012 | Quilmes        | 24. November – 2. Dezember | Argentinien | Südkorea    |
| 8.  | 2014 | Kuantan        | 26. April – 4. Mai         | Südkorea    | Kanada      |

### Damen
| Nr. | Jahr | Austragungsort | Dauer                      | Sieger              | Finalgegner        |
| --- | ---- | -------------- | -------------------------- | ------------------- | ------------------ |
| 1.  | 2002 | Johannesburg   | 9. Februar – 17. Februar   | England             | Südkorea           |
| 2.  | 2003 | Catania        | 5. Juli – 13. Juli         | Deutschland         | Spanien            |
| 3.  | 2005 | Virginia Beach | 8. Juli – 16. Juli         | Neuseeland          | Südafrika          |
| 4.  | 2007 | Baku           | 9. Juli – 17. Juli         | Volksrepublik China | Südkorea           |
| 5.  | 2009 | Kapstadt       | 11. Oktober – 18. Oktober  | Neuseeland          | Südafrika          |
| 6.  | 2011 | Dublin         | 18. Juni – 26. Juni        | Japan               | Vereinigte Staaten |
| 7.  | 2012 | Dublin         | 29. September – 7. Oktober | Australien          | Vereinigte Staaten |
| 8.  | 2014 | Glasgow        | 27. April – 4. Mai         | Vereinigte Staaten  | Irland             |